# كوندات سور فيين
كوندات سور فيين هي بلدية فرنسية تقع في إقليم هوت فيين في منطقة نوفل أكيتين.
كانت البلدية في الأصل قرية ريفية، ومع مرور الوقت تطورت لتصبح ضاحية سكنية لمدينة ليموج، من خلال إنشاء العديد من المجمعات السكنية (مثل لا سابينيير وليهو دو كوندات، إلخ). تمتد هذه المجمعات من ليموج وأيسل حتى تصل إلى شامبون على تلال سولينياك.
الزراعة في كوندات تعتمد إلى حد كبير على تربية الماشية (مثل الأبقار الليموزيني وحملان ليموزان).

## الجغرافيا
مدينة تابعة لمنطقة ليموج على نهر الفيين. كما يحدها أيضًا نهر بريانس (الذي يستمد اسمه من مياهه الذهبية).

### البلديات الحدودية
تقع كوندات سور فيين على حدود خمس بلديات أخرى.

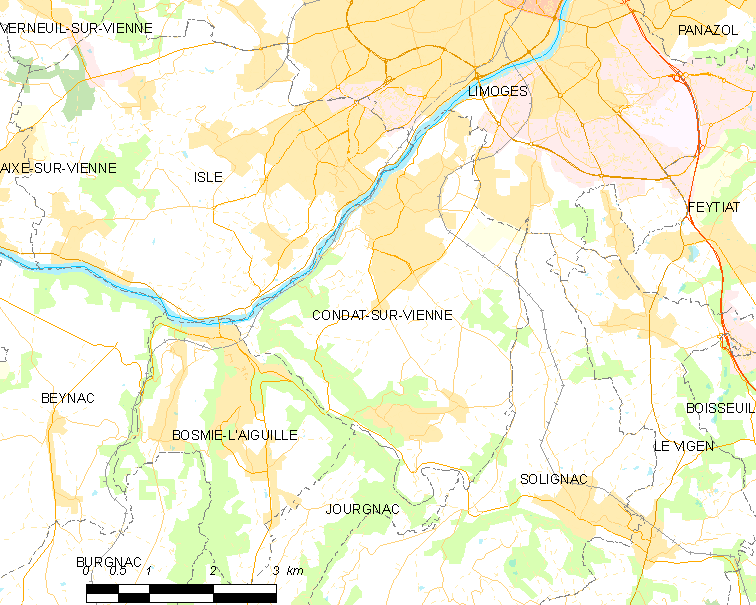
خريطة لمدينة كوندات سور فيين والبلدات المجاورة لها.

|          | ليموج           | جزيرة       |
| سولينياك | كوندات سور فيين |             |
|          | يورجناك         | بوسمي ليجيل |